# Escallonia petrophila
Escallonia petrophila är en tvåhjärtbladig växtart som beskrevs av Rambo och Sleum. Escallonia petrophila ingår i släktet Escallonia och familjen Escalloniaceae. Inga underarter finns listade i Catalogue of Life.